# Anna Reymers
Anna Reymers, född 1985, är en åländsk sångerska. 
Anna Reymers hade 2006 en mindre hit med popballaden "Vem du är". Låten fann sin spridning på Internet och spelades sedan återkommande i finländsk radio.
Anna Reymers släppte hösten 2010 en EP med fyra nya låtar och den gamla Vem du är producerat av Mats Lundberg. Skivan låg 4 veckor i toppen av Koff-Toppen på åländska Steel Fm 

## Låtlista
1. Want You
2. Broken
3. En ensam väg
4. Brand new day
5. Vem du är